# Epitaph für Melchior von Stain

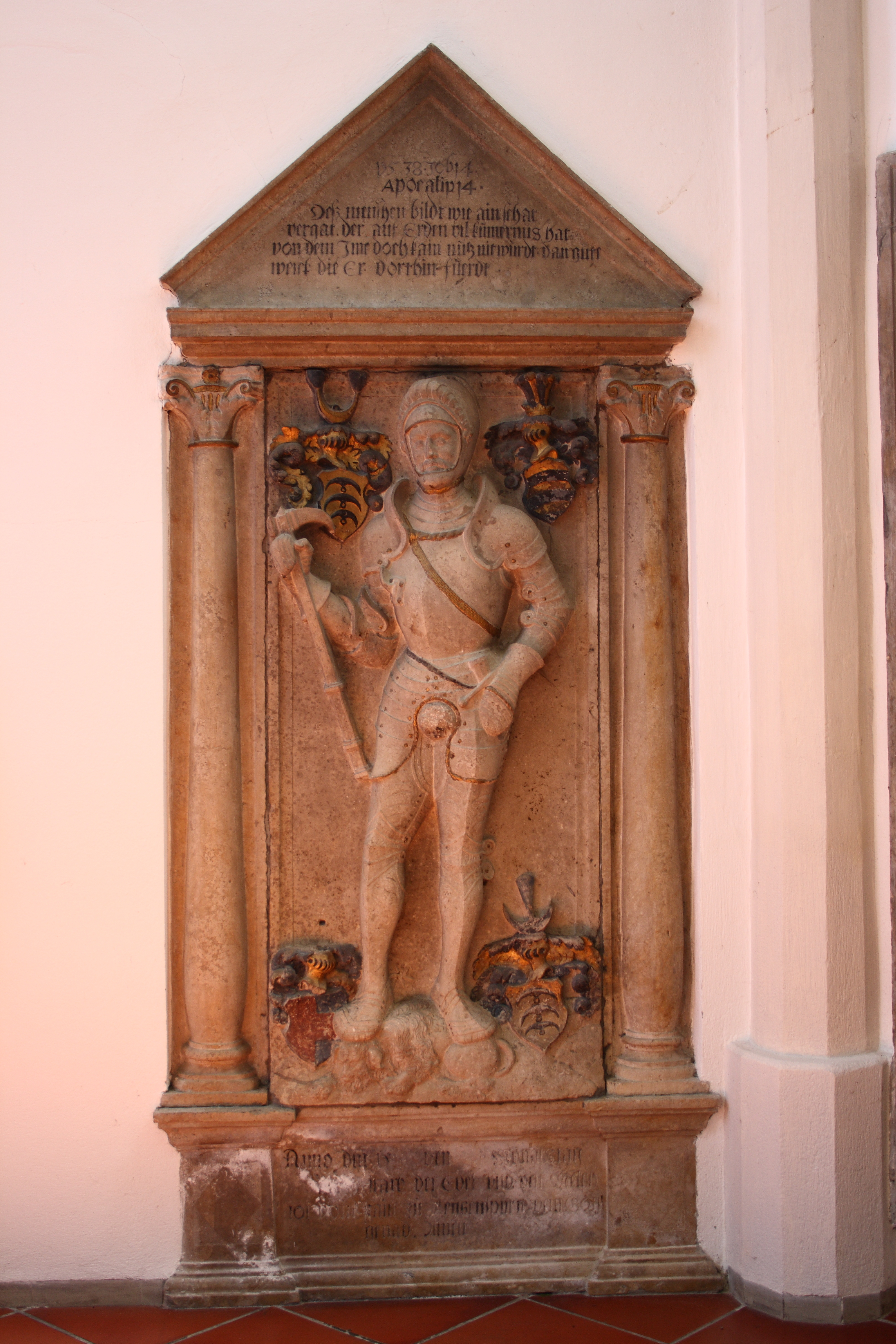
Epitaph für Melchior von Stain

Das Epitaph für Melchior von Stain befindet sich in der katholischen Pfarrkirche St. Martin im Gemeindeteil Jettingen von Jettingen-Scheppach im Landkreis Günzburg in Bayern. Das Epitaph ist ein Teil der als Baudenkmal geschützten Ausstattung der Kirche.
Das Renaissance-Epitaph für Melchior von Stain († 1538) wurde von dem Bildhauer Loy Hering geschaffen. Das Relief des Ritters mit Streithammer und Schwert wird von einer Ädikula, die auf Säulen ruht, gerahmt.